# Slovensko na letních olympijských hrách
Slovensko na letních olympijských hrách startuje od roku 1996. Toto je přehled účastí, medailového zisku a vlajkonošů na dané sportovní události.

## Přehled slovenských medailí na LOH
| Přehled slovenských medailí na LOH | Přehled slovenských medailí na LOH | Přehled slovenských medailí na LOH | Přehled slovenských medailí na LOH | Přehled slovenských medailí na LOH | Přehled slovenských medailí na LOH | Přehled slovenských medailí na LOH | Přehled slovenských medailí na LOH | Přehled slovenských medailí na LOH | Přehled slovenských medailí na LOH |
| ---------------------------------- | ---------------------------------- | ---------------------------------- | ---------------------------------- | ---------------------------------- | ---------------------------------- | ---------------------------------- | ---------------------------------- | ---------------------------------- | ---------------------------------- |
| Poř.                               | Slovensko na LOH                   | Město / Země                       | Zlatá olympijská medaile           | Stříbrná olympijská medaile        | Bronzová olympijská medaile        | Celkem                             | Celkem                             | Počet mužů                         | Počet žen                          |
| 26                                 | Slovensko na LOH 1996              | 1996 Atlanta USA                   | 1                                  | 1                                  | 1                                  | 3                                  | 71                                 | 58                                 | 13                                 |
| 27                                 | Slovensko na LOH 2000              | 2000 Sydney Austrálie              | 1                                  | 3                                  | 1                                  | 5                                  | 108                                | 81                                 | 27                                 |
| 28                                 | Slovensko na LOH 2004              | 2004 Athény Řecko                  | 2                                  | 2                                  | 2                                  | 6                                  | 64                                 | 48                                 | 16                                 |
| 29                                 | Slovensko na LOH 2008              | 2008 Peking Čína                   | 3                                  | 3                                  | 0                                  | 6                                  | 57                                 | 35                                 | 22                                 |
| 30                                 | Slovensko na LOH 2012              | 2012 Londýn Spojené království     | 0                                  | 1                                  | 3                                  | 4                                  | 46                                 | 26                                 | 20                                 |
| 31                                 | Slovensko na LOH 2016              | 2016 Rio de Janeiro Brazílie       | 2                                  | 2                                  | 0                                  | 4                                  | 51                                 | 31                                 | 20                                 |
| 32                                 | Slovensko na LOH 2020              | 2020 Tokio Japonsko                | 1                                  | 2                                  | 1                                  | 4                                  | x                                  | x                                  | x                                  |
| 32                                 | Slovensko na LOH 2024              | 2024 Paříž Francie                 | 0                                  | 0                                  | 1                                  | 1                                  | 28                                 | 14                                 | 14                                 |
|                                    |                                    |                                    | 10                                 | 14                                 | 9                                  | 33                                 |                                    |                                    |                                    |
| Zdroj na Olympedia.org             |                                    |                                    |                                    |                                    |                                    |                                    |                                    |                                    |                                    |

## Přehled vlajkonošů
Uvedeni jsou vlajkonoši na zahajovacím ceremoniálu příslušných olympijských her.
| Rok  | Dějiště        | Vlajkonoš                                                                    |
| ---- | -------------- | ---------------------------------------------------------------------------- |
| 1996 | Atlanta        | Jozef Lohyňa                                                                 |
| 2000 | Sydney         | Slavomír Kňazovický                                                          |
| 2004 | Athény         | Michal Martikán                                                              |
| 2008 | Peking         | Michal Riszdorfer                                                            |
| 2012 | Londýn         | Jozef Gönci (zahájení) Danka Barteková (ukončení)                            |
| 2016 | Rio de Janeiro | Danka Barteková (zahájení) Erik Vlček (ukončení)                             |
| 2020 | Tokio          | Zuzana Rehák Štefečeková a Matej Beňuš(zahájení) Danka Barteková (zakončení) |

## Zlato
| Rok      | Dějiště        | Olympionik                            | Sport             | Disciplína     |
| -------- | -------------- | ------------------------------------- | ----------------- | -------------- |
| LOH 1996 | Atlanta        | Michal Martikán                       | Kanoistika        | C1 slalom      |
| LOH 2000 | Sydney         | Pavol Hochschorner Peter Hochschorner | Kanoistika        | C2 slalom      |
| LOH 2004 | Athény         | Pavol Hochschorner Peter Hochschorner | Kanoistika        | C2 slalom      |
| LOH 2004 | Athény         | Elena Kaliská                         | Kanoistika        | K1 slalom      |
| LOH 2008 | Peking         | Michal Martikán                       | Kanoistika        | C1 slalom      |
| LOH 2008 | Peking         | Elena Kaliská                         | Kanoistika        | K1 slalom      |
| LOH 2008 | Peking         | Pavol Hochschorner Peter Hochschorner | Kanoistika        | C2 slalom      |
| LOH 2016 | Rio de Janeiro | Ladislav Škantár Peter Škantár        | Kanoistika        | C2 slalom      |
| LOH 2016 | Rio de Janeiro | Matej Tóth                            | Atletika          | chůze na 50 km |
| LOH 2020 | Tokio          | Zuzana Štefečeková                    | Sportovní střelba | trap           |

## Stříbro
| Rok      | Dějiště        | Olympionik                                                 | Sport                     | Disciplína           |
| -------- | -------------- | ---------------------------------------------------------- | ------------------------- | -------------------- |
| LOH 1996 | Atlanta        | Slavomír Kňazovický                                        | Kanoistika                | C1 500 m             |
| LOH 2000 | Sydney         | Michal Martikán                                            | Kanoistika                | C1 slalom            |
| LOH 2000 | Sydney         | Martina Moravcová                                          | Plavání                   | 100 m motýlek        |
| LOH 2000 | Sydney         | Martina Moravcová                                          | Plavání                   | 200 m volný způsob   |
| LOH 2004 | Athény         | Michal Martikán                                            | Kanoistika                | C1 slalom            |
| LOH 2004 | Athény         | Jozef Krnáč                                                | Judo                      | do 66 kg             |
| LOH 2008 | Peking         | Zuzana Štefečeková                                         | Sportovní střelba         | trap                 |
| LOH 2008 | Peking         | Michal Riszdorfer Richard Riszdorfer Juraj Tarr Erik Vlček | Kanoistika                | K4 1000 m            |
| LOH 2008 | Peking         | David Musulbes                                             | Zápas                     | volný styl do 120 kg |
| LOH 2012 | Londýn         | Zuzana Štefečeková                                         | Sportovní střelba         | trap                 |
| LOH 2016 | Rio de Janeiro | Matej Beňuš                                                | Kanoistika                | C1 slalom            |
| LOH 2016 | Rio de Janeiro | Tibor Linka Denis Myšák Juraj Tarr Erik Vlček              | Kanoistika                | K-4 1000 m           |
| LOH 2020 | Tokio          | Jakub Grigar                                               | Kanoistika (vodní slalom) | Muži – K1 slalom     |
| LOH 2020 | Tokio          | Rory Sabbatini                                             | Golf                      | Muži – jednotlivci   |

## Bronz
| Rok      | Dějiště | Olympionik                                                 | Sport                   | Disciplína              |
| -------- | ------- | ---------------------------------------------------------- | ----------------------- | ----------------------- |
| LOH 1996 | Atlanta | Jozef Gonci                                                | Sportovní střelba       | ???                     |
| LOH 2000 | Sydney  | Juraj Minčík                                               | Kanoistika              | C1 slalom               |
| LOH 2004 | Athény  | Jozef Gonci                                                | Sportovní střelba       | vzduchová puška na 10 m |
| LOH 2004 | Athény  | Juraj Bača Michal Riszdorfer Richard Riszdorfer Erik Vlček | Kanoistika              | K4 1000 m               |
| LOH 2012 | Londýn  | Danka Barteková                                            | Sportovní střelba       | skeet                   |
| LOH 2012 | Londýn  | Michal Martikán                                            | Kanoistika              | C1 slalom               |
| LOH 2012 | Londýn  | Pavol Hochschorner Peter Hochschorner                      | Kanoistika              | C2 slalom               |
| LOH 2020 | Tokio   | Samuel Baláž Denis Myšák Erik Vlček Adam Botek             | Kanoistika (rychlostní) | Muži – K4 500m          |
| LOH 2024 | Paříž   | Matej Beňuš                                                | Kanoistika (slalom)     | Muži C-1                |